# 杉山明子 (社会学者)
杉山 明子（すぎやま めいこ、1934年2月23日 - 2023年6月8日）は、日本の社会学者（社会調査）・統計学者である。神奈川県出身。
父は工学者の堀義路。祖父は実業家・聖職者の堀卯三郎。実業家の堀義人は甥。政治学者の秋野豊は従弟。政治学者の潮田江次は従叔父。

## 人物
北海道生まれ。1957年に津田塾大学学芸学部数学科を卒業後、同年NHKに入局。同・放送世論調査所（現・放送文化研究所）主任研究員を経て、1988年より東京女子大学現代文化学部教授。日本行動計量学会理事長（2000 - 2006年）、社会調査士資格認定機構（現、社会調査協会）副機構長（2003 - 2007年）等を歴任。実業家でグロービス経営大学院大学学長、グロービス・キャピタル・パートナーズ代表パートナーの堀義人は甥。世界的な万華鏡作家の依田満・百合子夫妻はいとこ（百合子が母方の従妹にあたる）。教え子（ゼミ生）に元日本テレビアナウンサーの西尾由佳理がいる。

## 略歴
- 1934年：北海道札幌市生まれ
- 1952年：東京都立駒場高等学校卒業（入学は神奈川県立平塚江南高等学校）
- 1957年：津田塾大学学芸学部数学科卒業
- 1957年：日本放送協会入局
- 1958年：同・放送文化研究所研究員
- 1963年：国際基督教大学大学院非常勤講師（統計学担当）
- 1976年：同・放送世論調査所主任研究員
- 1980年：筑波大学非常勤講師（マスコミ論担当）
- 1981年：東京大学教養学部非常勤講師（社会調査実習担当）
- 1984年：同・放送文化調査研究所主任研究員
- 1985年：津田塾大学非常勤講師（女性学担当）
- 1988年：東京女子大学現代文化学部教授(〜2002年)
- 2000年：日本行動計量学会理事長(〜2006年)
- 2003年：社会調査士資格認定機構（現、一般社団法人社会調査協会）副機構長(〜2007年)

## 主な著書
- 杉山明子(共著)：『計量心理学:リーディングス 行動科学としての数理的方法』（吉田正昭訳編）、誠信書房、1968年
- 杉山明子(共著)：『計量心理学と数量化』（高木貞二編）、東京大学出版会、1971年
- 杉山明子(共著)：『女の一生、女の考え方』（日本人研究No.3、日本人研究会）、至誠堂、1975年
- 杉山明子(共著)：『多次元尺度解析法』（林知己夫・飽戸弘編）、サイエンス社、1976年
- 杉山明子(編著)：『日本の女性の生き方』（日本人研究No.7、日本人研究会）、出光書店、1983年
- 杉山明子：『社会調査の基本』（現代人の統計3、林知己夫編）、朝倉書店、1984年
- 岩男寿美子・杉山明子(編著)：『働く母親の時代 : 子どもへの影響を考える』（NHKブックス、456）、1984年
- 原ひろ子・杉山明子(編著)：『働く女たちの時代』（NHKブックス、479）、1985年
- 杉山明子：『働く女性の味方です！』、ぎょうせい、1987年
- 川竹和夫・杉山明子(編著)：『メディアの伝える外国イメージ』、圭文社、1996年
- 杉山明子・長坂寛・藤巻静代(共著)：『新・働く女性の味方です!』、ぎょうせい、1999年
- 杉山明子(編著)（朝倉真粧美・氏家豊・小野寺典子・河野啓・森本栄一著）『社会調査の基本』、朝倉書店、2011年

## 主な論文
- 堀明子：テレビ視聴率調査の結果－京浜・京阪神地区、文研月報、8(3)、NHK放送出版協会、1958.3
- 堀明子：テレビ番組ではどんな番組が見られているか－東京・大阪地区視聴率調査結果、文研月報、8(8)、NHK放送出版協会、1958.8
- 堀明子：テレビは，どれくらいみられているか－３４年１月～２月調査、文研月報、9(4)、NHK放送出版協会、1959.4
- 堀明子：数量化理論の適用による聴取者層の分析、調査研究報告〔NHK文研〕、5、NHK放送出版協会、1960.3
- 堀明子：ラジオ聴取状況の推移と現状－３５年６～７月調査結果を中心に、文研月報、10(9)、NHK放送出版協会、1960.9
- 堀明子：テレビはどの層によくみられているか－３５年６～７月調査から、文研月報、11(1)、NHK放送出版協会、1961.1
- 堀明子：テレビ番組の視聴傾向について－３年１２月東京地区調査結果から、文研月報、11(2)、NHK放送出版協会、1961.2
- 堀明子：テレビ番組特性と視聴率との関係（１）、文研月報、12(7)、NHK放送出版協会、1962.7
- 堀明子：テレビ番組特性と視聴率との関係（２）、文研月報、12(12)、NHK放送出版協会、1962.12
- 堀明子：テレビ視聴の要因分析－番組内容と視聴者層の分析、NHK放送文化研究所年報、7、NHK放送出版協会、1962.8
- 堀明子：層別にみたラジオのきかれ方－３７年７月の全国調査結果から、文研月報、13(1)、NHK放送出版協会、1963.1
- 堀明子：視聴率予測研究の概要、文研月報、13(10)、NHK放送出版協会、1963.10
- 児島和人・堀明子：どのような番組種目が好まれているか－３７年７月ラジオ・テレビ番組嗜好調査　結果から、文研月報、13(2)、NHK放送出版協会、1963.2
- 堀明子：ラジオ嗜好とテレビ嗜好、NHK放送文化研究所年報、8、NHK放送出版協会、1963.6
- 堀明子他：夏の聴視率調査〈特集〉、文研月報、14(11)、NHK放送出版協会、1964.11
- 堀明子：テレビ番組特性と視聴率との関係（３）、文研月報、14(12)、NHK放送出版協会、1964.12
- 堀明子：ラジオ・テレビ嗜好と放送時間量との関係、文研月報、14(2)、NHK放送出版協会、1964.2
- 堀明子：東京オリンピックはどのくらい聴視されたか、文研月報、15(1)、NHK放送出版協会、1965.1
- 杉山明子：投票率予測への一試案、文研月報、15(7)、NHK放送出版協会、1965.7
- 杉山明子：番組評価の一指標、文研月報、15(12)、NHK放送出版協会、1965.12
- 杉山明子：聴取率の予測研究、NHK放送文化研究所年報、10、NHK放送出版協会、1965.8
- 杉山明子：投票率の予測について、文研月報、15(9)、NHK放送出版協会、1965.9
- 杉山明子：２０代の生活パタン、NHK放送文化研究年報、11、NHK放送出版協会、1966.08
- 杉山明子：ＴＶＱによる視聴率の予測は可能か、文研月報、16(1)、NHK放送出版協会、1966.1
- 杉山明子：リニア・プログラミングによる番組編成計画、文研月報、16(2)、NHK放送出版協会、1966.2
- 杉山明子：テレビ視聴をとりまく諸要因（編成計画の研究２）、文研月報、16(10)、NHK放送出版協会、1966.10
- 杉山明子：テレビ視聴の要因分析・予測（編成計画の研究３）、文研月報、16(11)、NHK放送出版協会、1966.11
- 杉山明子：編成計画のシミュレーション（編成計画の研究４）、文研月報、17(1)、NHK放送出版協会、1967.01
- 杉山明子：何時ごろどのようなテレビ種目が好まれているか、文研月報、17(3)、NHK放送出版協会、1967.03
- 杉山明子：テレビ視聴をとりまく諸要因（編成計画の研究５：首都圏調査１）、文研月報、11(9)、NHK放送出版協会、1967.09
- 杉山明子：テレビ視聴の要因分析・予測（編成計画の研究６：首都圏調査２）、文研月報、17(10)、NHK放送出版協会、1967.10
- 杉山明子：編成計画のシミュレーション（編成計画の研究７：首都圏調査３）、文研月報、17(11)、NHK放送出版協会、1967.11
- 杉山明子：テレビ視聴のパタン分析－編成計画の研究、NHK放送文化研究年報、13、NHK放送出版協会、1968.06
- 杉山明子：サンプリングをめぐる諸問題１：サンプリング・インターバル、文研月報、20(6)、NHK放送出版協会、1970.06
- 杉山明子：サンプリングをめぐる諸問題２：調査不能の実態とその調整の効果、文研月報、20(7)、NHK放送出版協会、1970.07
- 杉山明子：サンプリングをめぐる諸問題３：調査不能によるズレ、文研月報、20(8)、NHK放送出版協会、1970.08
- 杉山明子：サンプリングをめぐる諸問題４：二段抽出法における偏りと精度、文研月報、20(9)、NHK放送出版協会、1970.09
- 杉山明子：サンプリングをめぐる諸問題６：転出入に関連して、文研月報、21(10)、NHK放送出版協会、1971.10
- 杉山明子：タレント候補の支持層－調査からみた参院戦全国区、文研月報、22(2)、NHK放送出版協会、1972.02
- 杉山明子：調査不能の分析１、文研月報、23(10)、NHK放送出版協会、1973.10
- 杉山明子：調査不能の分析３、文研月報、23(12)、NHK放送出版協会、1973.12
- 杉山明子：ハーバード・ハイマン著「サンプル調査の二次分析」(HYMAN,HERBERT.H.SECONDARYANALYSLSOFSAMPLESURVEYS;PRINCIPLES,PROCEDURES,ANDPOTENTIALITIES.1972)［文献紹介］、文研月報、25(8)、NHK放送出版協会、1975.8
- 高宮義雄・杉山明子：層別・２段抽出のサンプル精度、NHK放送文化研究年報、23、NHK放送出版協会、1978.07
- 高宮義雄・杉山明子：個人視聴率と世帯視聴率との関係－NHK調査とビデオ・リサーチ調査、文研月報、28(10)、NHK放送出版協会、1978.10
- 高宮義雄・杉山明子：調査有効サンプルの精度－全国視聴率・宮城県沖地震調査、文研月報、28(11)、NHK放送出版協会、1978.11
- 杉山明子：大阪人とテレビ－テレビ視聴の要因分析、文研月報、29(9)、NHK放送出版協会、1979.09
- 杉山明子：調査データの多次元解析、情報処理、20(5)、1979年、pp.397-403
- 川竹和夫・杉山明子：日本を中心とするテレビ番組の国際フロー、文研月報、31(9)、NHK放送出版協会、1981.09
- 杉山明子：日本を中心とするテレビ番組の国際フロー、NHK放送文化研究年報、27、NHK放送出版協会、1982.08
- 杉山明子：「無回答」の分析回答しにくい質問と回答しない人たち、放送研究と調査、33(8)、NHK放送出版協会、1983.08
- 杉山明子：カード乱数表の作成、放送研究と調査、34(3)、NHK放送出版協会、1984.03
- 杉山明子：調査不能とサンプル精度、NHK放送文化調査研究年報、29、NHK放送出版協会、1984.08
- 杉山明子：マーサ･スチュアートの世界（パラボラ）、放送研究と調査、34(9)、NHK放送出版協会、1984.09
- 中西尚道・新井久爾夫・吉田潤・杉山明子・秋山登代子：世論調査の２０年、NHK放送文化調査研究年報、30、NHK放送出版協会、1985.08
- 杉山明子：戦前における日本の女性の人生観（パラボラ）、放送研究と調査、35(10)、NHK放送出版協会、1985.10
- 杉山明子：未来はランダム（パラボラ）、放送研究と調査、37(2)、NHK放送出版協会、1987.02
- 杉山明子・木村由美子：テレビによる外国イメージの形成日･米･仏３か国比較研究、放送研究と調査、37(3)、NHK放送出版協会、1987.03
- 杉山明子・木村由美子：イギリスのテレビに描かれた"日本"チャンネル４「ジャパン・シーズン」を中心に、放送研究と調査、38(4)、NHK放送出版協会、1988.04
- 原由美子・川竹和夫・杉山明子：青少年の外国や社会に対する意識－日本とフィンランドの比較調査から、放送研究と調査、46(4)、NHK放送出版協会、1996.4
- 川竹和夫・杉山明子・原由美子：日本のテレビ番組の国際性－テレビ番組国際フロー調査結果から、放送研究と調査、48、NHK放送出版協会、2004.3、pp.214-250